# 沃泽
沃泽（法語：Vezet，發音：[vəzɛ]）是法国上索恩省的一个旧市镇，属于沃苏勒区。2016年，沃泽与邻近的2个市镇合并为新市镇拉罗迈讷。

## 地理
沃泽（47°32'14"N, 5°53'2"E）面积11.66 平方千米，位于法国勃艮第-弗朗什-孔泰大區上索恩省，该省份为法国东部内陆省份，北起顺时针与孚日省、贝尔福地区省、杜省、汝拉省、科多尔省和上马恩省接壤。
与沃泽接壤的市镇（或旧市镇、城区）包括：苏万-屈布里-沙朗特奈、莱巴蒂、格勒库尔、努瓦当勒费鲁、拉罗迈讷、拉韦尔诺特。
沃泽的时区为UTC+01:00、UTC+02:00（夏令时）。

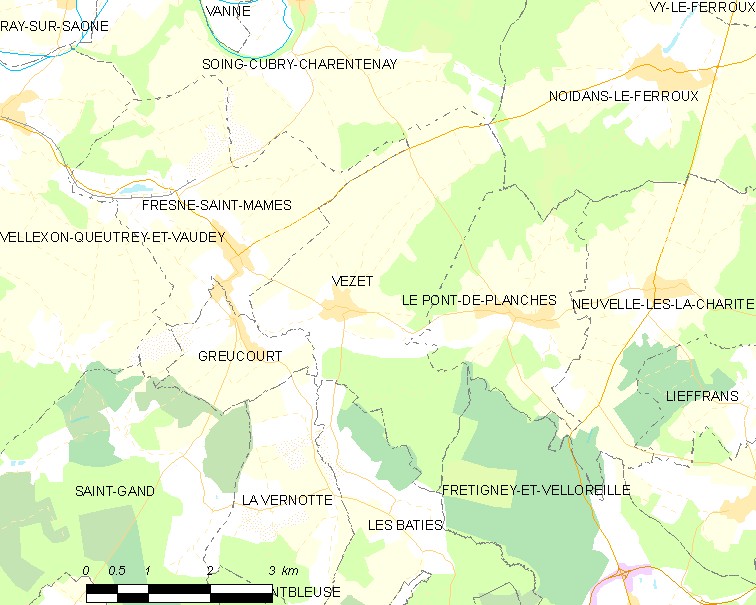
沃泽的OSM定位图

## 行政
沃泽的邮政编码为70130，INSEE市镇编码为70551。

## 政治
沃泽所属的省级选区为索恩河畔塞和圣阿尔班县。

## 人口

1962-2008年间沃泽人口变化图示

沃泽于2018年1月1日时的人口数量为193人。